# Дуже малий масив
Дуже малий масив (англ. Very Small Array, VSA) — радіоінтерферометр, який в 2000-2008 роках використовувався для дослідження реліктового випромінювання. Він був створений в результаті співпраці між Кембриджським університетом, Манчестерським університетом та Інститутом астрофізики Канарських островів і розташовувався в Обсерваторії Тейде на острові Тенерифе. Масив був побудований Кавендіською астрофізичною групою та Обсерваторією Джодрелл-Бенк в Маллардівській радіоастрономічній обсерваторії і фінансувався Радою з фізики частинок та астрономічних досліджень. Конструкція ґрунтувалась на телескопі CAT. Телескоп мав приблизно такі ж можливості, як наземні телескопи DASI і CBI та телескопи на повітряних кулях BOOMERanG і MAXIMA.

## Конструкція

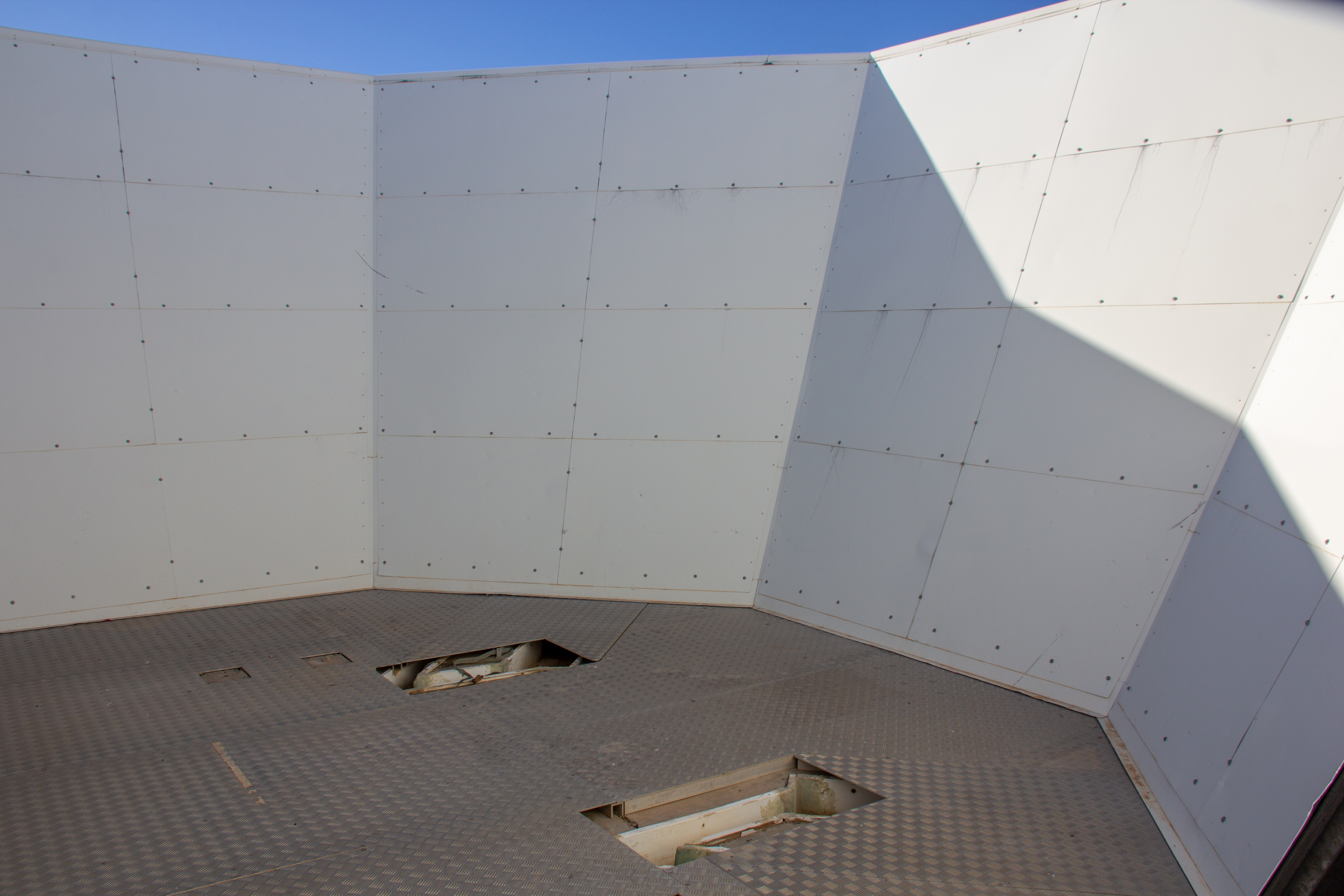
Наземний щит, який раніше тримав VSA

Телескоп складається з 14 елементів, кожен з яких має рупорну рефлекторну антену, що фокусує астрофізичні сигнали в окремі приймачі (підсилювачі HEMT з системною температурою близько 25 K і фізичною температурою 12 K, розроблені в Національній радіоастрономічній обсерваторії). Окремі елементи поєднуються за допомогою корелятора для формування матриці апертурного синтезу. Елементи встановлені на майданчику, здатному обертатись за рухом неба, нахиляючись на кут до 35° від зеніту.
Телескоп використовувався в трьох різних конфігураціях — «компактній», «розширеній» і «надрозширеній», кожна з яких відрізнялась відстанню між елементами (різниця між компактною і розширеною становить 2,25 рази) і розміром антен. Компактна решітка має антени діаметром 143 мм, а розширена — діаметром 322 мм. Це означає, що компактна решітка має первинний промінь шириною 4,5 градусів і роздільну здатність 30 кутових мінут (мультиполі від 100 до 800), а розширена решітка має первинний промінь шириною 2 градуси й роздільну здатність 12 кутових мінут і, отже, може спостерігати мультиполі між 250 і 1500. Розширений масив також у 5 разів чутливіший, ніж компактний масив. Надрозширений масив може вимірювати мультиполі до 3000 і має антени діаметром 550 мм.
Телескоп можна налаштувати на частоти від 26 до 36 ГГц, з шириною смуги пропускання 1,5 ГГц.
Дуже малий масив також містить два радіотелескопи діаметром 3,7 м, які працюють на частоті 30 ГГц і призначені для моніторингу фонових джерел. Після першої серії спостережень ці антени для віднімання фонових джерел були замінені на точніші, що дозволило моніторинг набагато слабших джерел.
Дуже малий масив оточений великими металевими екранами заземлення.
Оскільки Дуже малий масив був інтерферометром, він не складав карту неба, а безпосередньо вимірював кутовий спектр потужності реліктового випромінювання.

## Результати

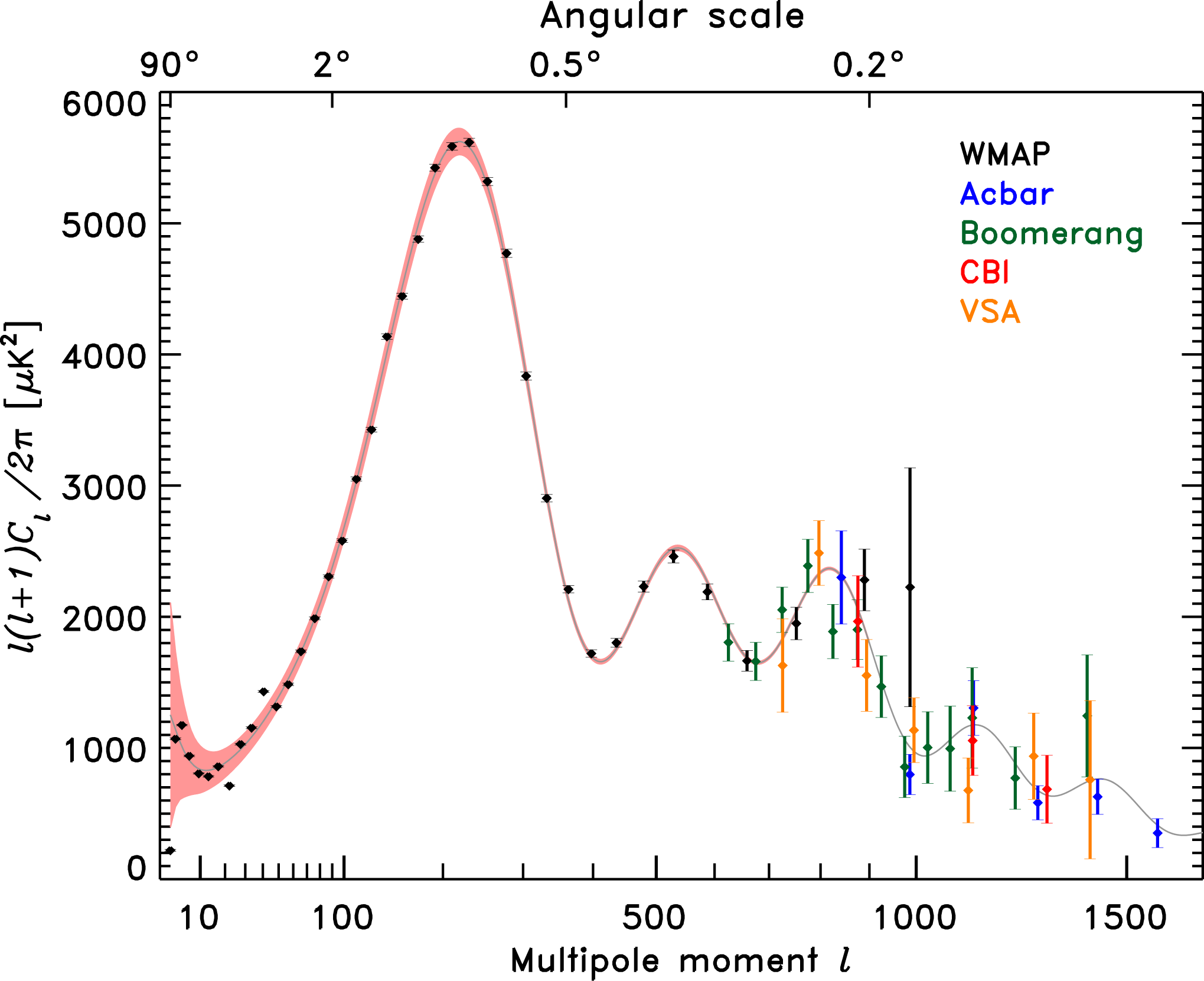
Спектр потужності анізотропії температури реліктового випромінювання в залежності від кутового масштабу (або мультипольного моменту). Наведені дані отримані від інструментів WMAP (2006), ACBAR (2004), Boomerang (2005), CBI (2004) і Дуже малий масив (2004).

Поля, які спостерігалися за допомогою Дуже малим масивом, були вибрані, щоб уникнути забруднення випромінюванням із нашої галактики і щоб мінімізувати кількість яскравих радіоджерел і великих скупчень у полі зору (і таким чином уникнути ефекту Сюняєва-Зельдовича). Точкові радіоджерела, присутні в полях Дуже малого масиву, спостерігалися за допомогою телескопа Райла на 15 ГГц, а потім відстежувалися віднімачами джерел Дуже малого масиву під час спостережень.
У конфігурації компактної решітки телескоп спостерігав три області неба розміром 7×7 градусів від серпня 2000 року до серпня 2001 року. Ці спостереження були зроблені на найвищій частоті телескопа з центром на 34 ГГц, щоб зменшити забруднення випромінюванням фонових джерел. Інша, більша ділянка неба також спостерігалася, але менш точно. Дані цих спостережень були незалежно оброблені в усіх трьох залучених установах. Результати цих спостережень були опубліковані в серії з чотирьох статей у 2003 році: Watson та ін., Taylor та ін., Scott та ін., Rubino-Martin та ін. (див. посилання нижче). Ключовими результатами були спектри потужності космічного мікрохвильового фону між мультиполями 150 і 900 та обмеження на космологічні параметри, які вони накладали.
Друга сесія спостереження тривала з вересня 2001 року по липень 2003 року з використанням розширеного масиву. Перші результати з розширеного масиву були опубліковані у 2003 році, одночасно з першими чотирма публікаціями, з використанням даних, отриманих до квітня 2002 року. Спостережувані ділянки неба були розташовані в межах полів, що спостерігалися раніше, але нові вимірювання були як точнішими і більш детальними. Результатом став покращений спектр потужності реліктового випромінювання до мультиполя 1400, що дало чергове уточнення космологічних параметрів. Другий набір результатів був опублікований у 2004 році і включав з нові спостереження тих самих ділянок неба, а також спостереження трьох нових ділянок. Це дозволило виміряти спектр потужності реліктового випромінювання до мультиполя 1500 набагато точніше, ніж раніше, і ще точніше оцінити космологічні параметри.
Спостереження за допомогою надрозширеного масиву тривали до кінця серпня 2008 року. Крім того, телескоп Райла був модернізований для виявлення точкових джерел із меншим потоком, а приймач OCRA на телескопі в Польщі використовувався для точнішого віднімання точкових джерел.
| First results. | Second results. | Third results. |
| Вимірювання спектрів потужності дуже малого масиву CMB. Зліва направо: з перших спостережень, перші результати другого сеансу спостережень, та остаточні результати другого сеансу спостережень. |                 |                |